# Hammedi
Hammadi (حمادي en arabe algérien, Ḥemmadi en kabyle transcrit par ⵃⴻⵎⵎⴰⴷⵉ en Tifinagh modernisé et Hammadi pendant la colonisation française) est une commune de la wilaya de Boumerdès, dans la daïra de Khemis El Khechna, en Algérie, située à 25 km de la wilaya d'Alger.

## Géographie
| Wilaya d'Alger  | Wilaya d'Alger                     | Wilaya d'Alger, Khemis El Khechna |
| Wilaya d'Alger  | Hammedi                            | Khemis El Khechna                 |
| Wilaya de Blida | Wilaya de Blida, Khemis El Khechna | Khemis El Khechna                 |

La commune de Hammadi se situe dans la région de la petite kabylie en Algérie, à l'ouest du massif de Khachna et au sud-ouest de la ville de Boumerdès.

## Histoire
La commune de Hammadi est essentiellement peuplée de berbères arabophones et plus précisément de sanhadjas descendants des zirides dynastie fondée par Bologhine U Ziri. Le nom même de la commune fait référence aux hammadides dynastie fondée par Hammad Ibn Bologhine qui s'est détachée du royaume ziride. Les gentilés de la commune portent encore ce sont (hammadides).
Bien qu'arabisée, la population locale préserve ses traditions berbères, que ce soit dans leur dialecte d'arabe algérien fortement berbérisé, mais aussi dans leurs coutumes locales tel que Yennayer,  comme toutes les populations locales, et leurs organisations tribales.
Historiquement, ces derniers s'y sont installés et ont cultivé les terres, c'est une commune qui a toujours été une commune rurale. Les différentes invasions et autres conquêtes n'ont pas significativement impacté les origines de sa population, grâce à leur attachement à leurs terres héritées de génération en génération. Il se sont battus pour conserver leurs terres et ont toujours préservé leur indépendance quant aux envahisseurs étrangers à l'instar des autres populations berbères.